# Ambrogio Spinola

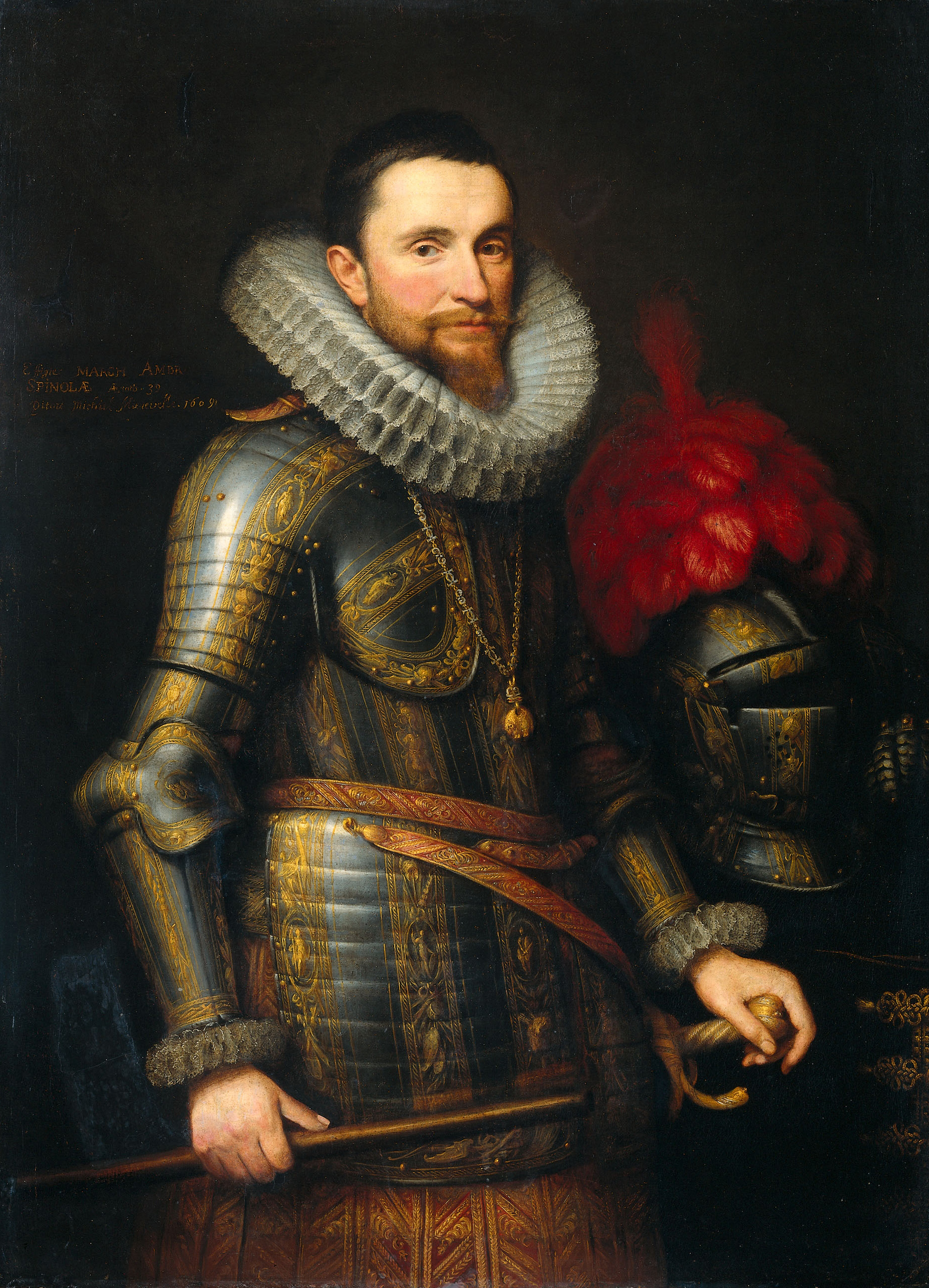
Portret van Ambrogio Spinola
(1609), Michiel Jansz. van Mierevelt, Noordbrabants Museum

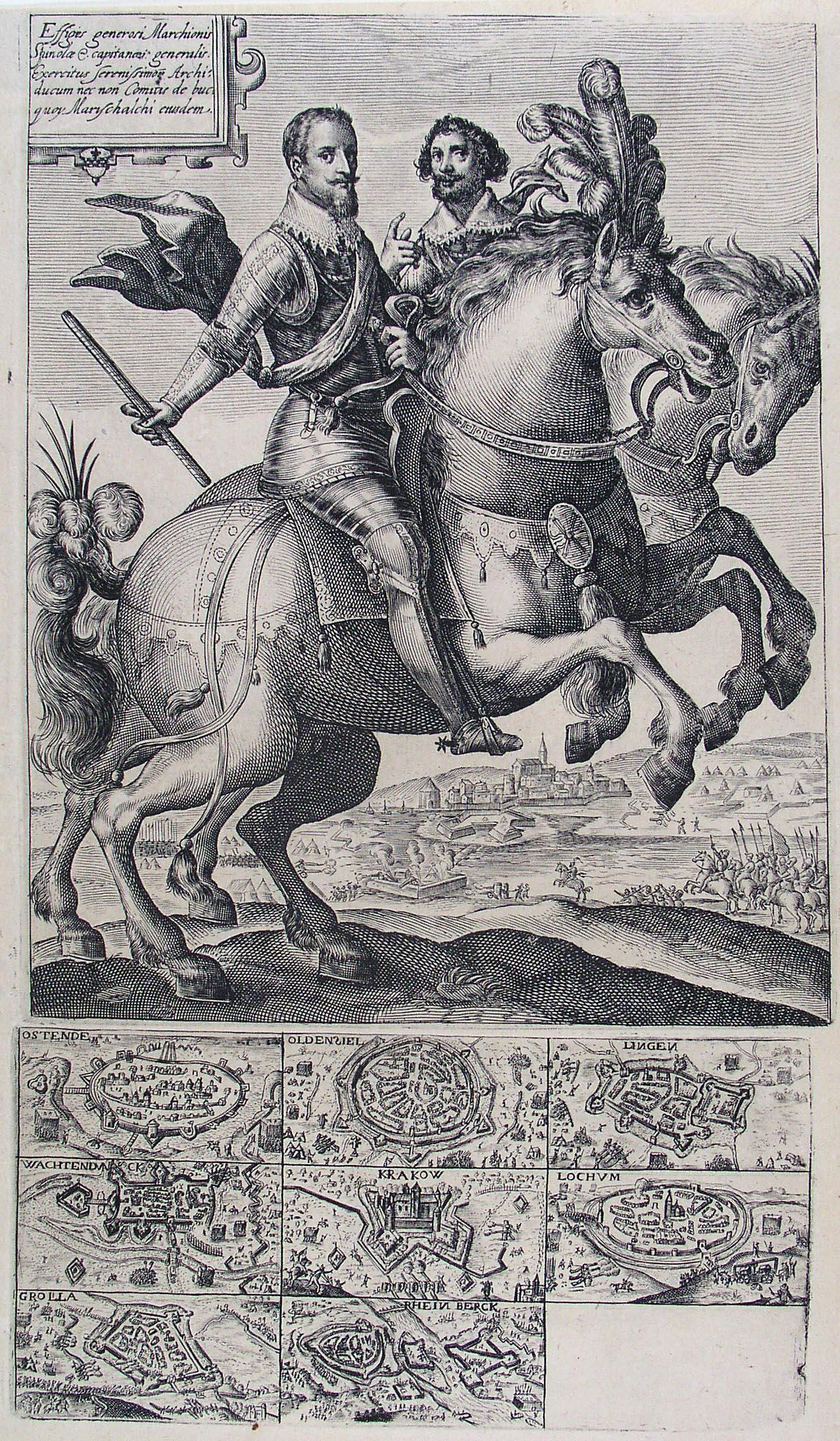
Veroveringen van Ambrosia Spinola
Spinola (links) en de Graaf van Busquoy afgebeeld boven plattegronden van door hen veroverde steden
(ca.1606), Crispijn van de Passe, Museum Boijmans Van Beuningen

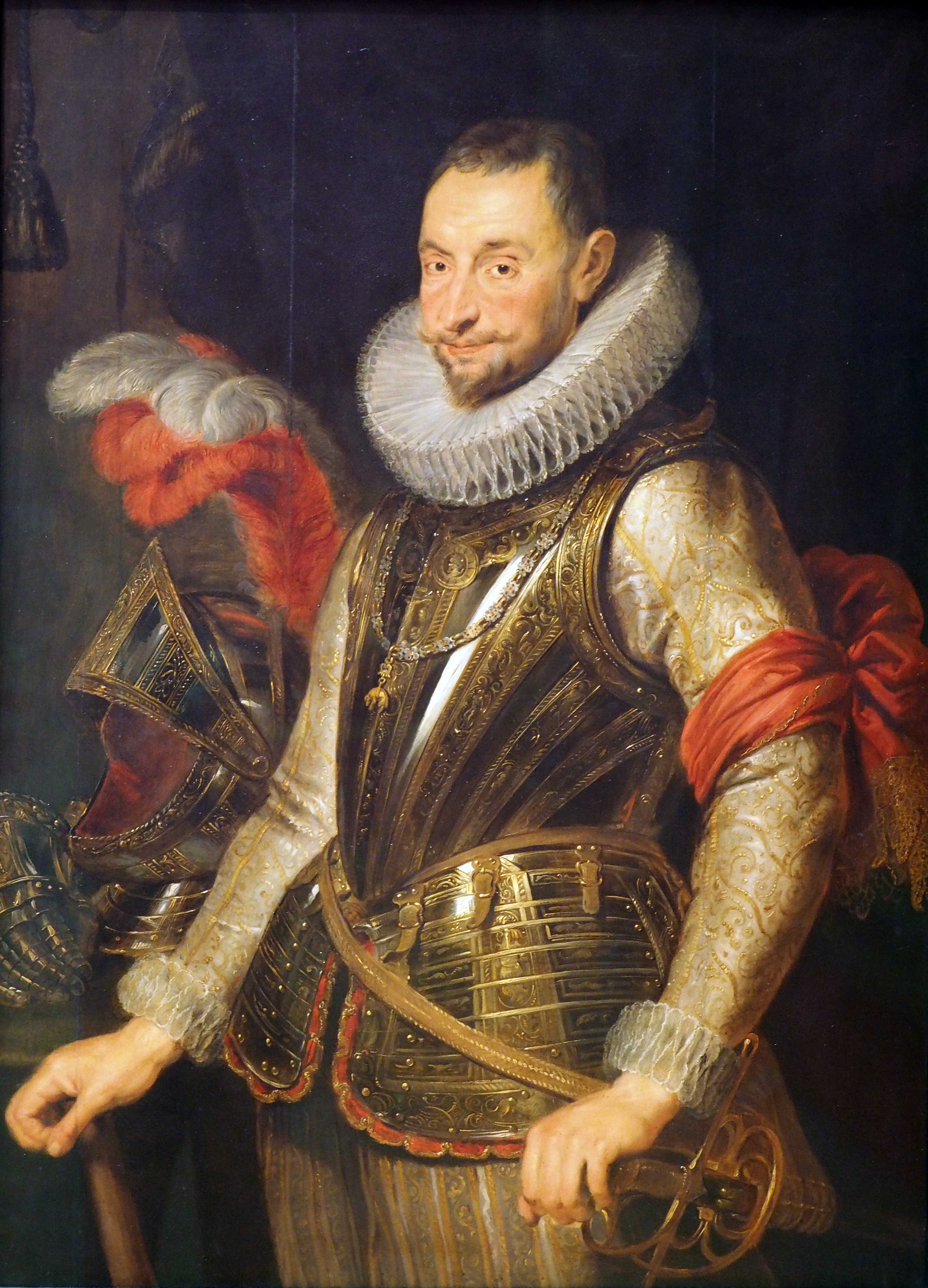
Portret van markies Ambrogio Spinola
(ca.1626/27), Peter Paul Rubens, Herzog Anton Ulrich Museum (Braunschweig)

Ambrogio Spinola (Ambrosio Espínola, Marqués de los Balbases), (Genua, 1569 – Castelnuovo Scrivia, 25 september 1630) was een militair strateeg, geroemd door vriend en vijand. Spinola trad in 1598 in militaire dienst. Hij werd in 1601 door de Spaanse koning Filips III naar de Nederlanden gezonden om de aartshertog Albrecht van Oostenrijk militair bij te staan, die het jaar ervoor de Slag bij Nieuwpoort had verloren.
Spinola stamde uit een beroemde Italiaanse familie. Een van zijn voorouders zou tijdens de Eerste Kruistocht een doorn van de doornenkroon van Jezus hebben gevonden. Aan deze legende dankte de familie haar naam (spinula betekent doorn). Spinola was ridder in de Orde van het Gulden Vlies.

## Opperbevelhebber
In 1602 kwam Spinola met 9000 man aan in de Nederlanden. Hij redde daarmee het bewind van landvoogd Albrecht van Oostenrijk. Hoewel hij geen militaire ervaring had, werd hij vrijwel direct benoemd tot opperbevelhebber over het Leger van Vlaanderen in de Zuidelijke Nederlanden. Hij werd maestre de campo general omdat hij over persoonlijke financiële middelen beschikte die hij kon aanwenden om het leger te betalen indien het geld vanuit Spanje op zich liet wachten. Zijn broer, Federico Spinola, was admiraal en sneuvelde in de Slag bij Sluis (1603).
Spinola is onder andere bekend om de verovering van Oostende dat hij na een jarenlange belegering in 1604 wist in te nemen. De verliezen aan mensenlevens aan beide kanten waren zeer groot. Het totaal aantal doden wordt geschat op ongeveer 100.000. Oostende was volledig verwoest. Groenlo (Grol), een oostelijke vestingstad, werd in 1606 door hem belegerd en ingenomen. Een poging tot herovering later dat jaar door Maurits wist hij af te slaan.
Op 31 januari 1608 arriveerde Ambrogio Spinola op het Ouden Hoofd (later Spaansekade genoemd) in Rotterdam voor onderhandelingen met de admiraliteit van de Maze, die in het jaar daarop (1609), het Twaalfjarig Bestand zouden inluiden.
In 1620 trok Spinola aan het hoofd van een Spaans leger van 22.000 man van de Spaanse Nederlanden naar de Palts. Hij kreeg de opdracht om daar steden van de opstandige Frederik V van de Palts, de leider van de Boheemse Opstand, te bezetten. Hij veroverde door een list Oppenheim, een belangrijk bruggenhoofd aan de Rijn.
Op 5 juni 1625, in het jaar dat opperbevelhebber prins Maurits overleed, veroverde generaal Spinola Breda, een belangrijke vestingstad. Dit beleg van Breda had lang geduurd, vanaf 28 augustus 1624. Bekend is het schilderij De Overgave van Breda door de Spaanse schilder Diego Velázquez waarop Spinola en de Nederlandse gouverneur van Breda Justinus van Nassau, de onwettige zoon van Willem van Oranje, staan.
De inneming van Breda was voor Spinola het hoogtepunt van zijn carrière. Hij had echter tijdens dit beleg al te kampen met onvoldoende financiële steun vanuit Spanje. Daarom vertrok hij in 1628 naar Spanje, vastbesloten pas terug te keren wanneer hij van voldoende middelen verzekerd was. Dat is nooit gebeurd. Het verlies van Groenlo in 1627 aan Frederik Hendrik werd Spinola zwaar aangerekend door minister Olivares. Naar aanleiding van deze aantasting van zijn eer en door geldgebrek voor het voeren van de oorlog in de Nederlanden besloot hij niet meer terug te gaan naar het noorden. In 1629 werd hij naar Italië gestuurd om het gouverneurschap van Milaan op te nemen en het bevel te voeren in de Mantuaanse Successieoorlog. Bij de belegering van Casale in 1630 stierf hij, ziek en berooid.

## Nalatenschap in de Nederlanden
Spinola werd in de opstandige Noordelijke Nederlanden gevreesd, maar ook bewonderd om zijn militaire talent. Een anekdote uit die tijd vertelt dat ooit aan prins Maurits tijdens een diner werd gevraagd wie hij beschouwde als de grootste militaire leider van de eeuw, waarop Maurits antwoordde met "Spinola is de nummer twee." Behalve om zijn militaire inzicht stond Spinola ook bekend als een gentleman en een eerlijk leider.
Inwoners van het Brabantse dorp Halsteren noemen zich tijdens vastenavond (carnaval) Spinolen. De reden hiervan is dat het dorp net als generaal Spinola zijn meerdere heeft moeten erkennen in de nabijgelegen vestingstad Bergen op Zoom, waaraan Halsteren meermalen grondgebied heeft moeten afstaan. Tevens is Spinola naamgever van de buurtschap Spinolaberg op de Brabantse Wal, waar de generaal in 1622 zijn legerkamp had.
Zijn naam wordt vermeld in het geuzenlied Merck toch hoe sterck.